# The Third String
The Third String er en britisk stumfilm fra 1914 af George Loane Tucker.

## Medvirkende
- June Gail som Julia.
- Frank Stanmore som Ginger Dick.
- George Bellamy som Peter Russett.
- Judd Green som Sam Small.
- Charles Rock.